# Лукаш Масопуст
Лукаш Масопуст (чеськ. Lukáš Masopust, нар. 12 лютого 1993) — чеський футболіст, півзахисник клубу «Славія» (Прага) і національної збірної Чехії.

## Клубна кар'єра
У дорослому футболі дебютував 2012 року виступами за команду клубу «Височина», в якій провів два сезони, взявши участь у 55 матчах чемпіонату.  Більшість часу, проведеного у складі «Височини», був основним гравцем команди.
На початку 2015 року перейшов у «Яблонець». Станом на 2 вересня 2018 року відіграв за команду з Яблонця-над-Нісою 77 матчів в національному чемпіонаті.

## Виступи за збірні
Протягом 2012–2015 років залучався до складу молодіжної збірної Чехії, був учасником Турніру пам'яті Валерія Лобановського 2013 року. На молодіжному рівні зіграв у 8 офіційних матчах.
26 березня 2018 року дебютував в офіційних матчах у складі національної збірної Чехії в товариській грі з Китаєм (4:1).
| Дата       | Місто     | Господарі  | Результат | Гості      | Турнір            | Голи | Примітки |
| ---------- | --------- | ---------- | --------- | ---------- | ----------------- | ---- | -------- |
| 26-03-2018 | Наньнін   | КНР        | 1 – 4     | Чехія      | товариський матч  | -    | 46'      |
| 22-03-2019 | Лондон    | Англія     | 5 – 0     | Чехія      | Відбір до ЧЄ 2020 | -    | 67'      |
| 26-03-2019 | Прага     | Чехія      | 1 – 3     | Бразилія   | товариський матч  | -    |          |
| 07-06-2019 | Прага     | Чехія      | 2 – 1     | Болгарія   | Відбір до ЧЄ 2020 | -    | 66'      |
| 10-06-2019 | Оломоуць  | Чехія      | 3 – 0     | Чорногорія | Відбір до ЧЄ 2020 | -    | 39'      |
| 07-09-2019 | Приштина  | Косово     | 2 – 1     | Чехія      | Відбір до ЧЄ 2020 | -    | 77' 80'  |
| 10-09-2019 | Подгориця | Чорногорія | 0 – 3     | Чехія      | Відбір до ЧЄ 2020 | 1    | 77'      |
| Усього     |           | Матчів     | 7         |            | Голів             | 1    |          |

## Титули і досягнення
- Чемпіон Чехії (3):

«Славія»: 2018-19, 2019-20, 2020-21
- Володар Кубка Чехії (3):

«Славія» (Прага): 2018-19, 2020-21, 2022-23